# チェンジ・ザ・ワールド (ワイノナ・ジャッドの曲)
「チェンジ・ザ・ワールド」 (Change the World) は、アメリカのミュージシャンであるトミー・シムズ、ゴードン・ケネディ、ウェイン・カークパトリックが制作した楽曲である。1996年の映画『フェノミナン』のサウンドトラックに収録されたエリック・クラプトンが歌ったバージョン（ベイビーフェイスがプロデュース）が、グラミー賞の最優秀レコード賞・最優秀楽曲賞・最優秀ポップ男性ボーカル賞を受賞し、RIAAが選んだ世紀の歌では270位にランクされている。

## ワイノナ・ジャッドのオリジナル・バージョン
この曲を最初にリリースしたのは、アメリカの女性カントリー歌手であるワイノナ・ジャッドで、彼女が1996年2月にリリースしたアルバム『Revelations』に収録された。アルバムは全米アルバムチャートで最高9位を記録するなどヒットしたが、この曲はシングルカットされなかった。

## エリック・クラプトンのバージョン
映画『フェノミナン』において音楽総指揮を務めていた、ロビー・ロバートソンの提案により実現したエリック・クラプトンによるカヴァーは、R&Bプロデューサーで、当時グラミー賞の常連であったベイビーフェイスが、大御所ロック・ミュージシャンをプロデュースしたことで話題となり、楽曲の美しさもあって、シングルは大ヒットした。
1997年5月には、全米シングルチャートで最高5位を記録した。また、アダルト・コンテンポラリー・チャートでは1位を13週も記録し、1年半（80週）もの間チャート内に居座る当時としては珍しいロングヒットとなった。この曲以降、アダルト・コンテンポラリー・チャートでロングヒットがよく発生するようになった。
1997年10月25日には、「ティアーズ・イン・ヘヴン」「ワンダフル・トゥナイト」をカップリングとした編集盤シングルが日本限定で発売された。
イギリスでは、最高18位に留まったが、日本のラジオ局J-WAVEのチャートでは年間1位を記録する大ヒットとなった（ただし、週間チャートでは1位を記録していない）。

### チャート
| チャート         | 最高位 |
| ---------------- | ------ |
| アメリカ合衆国   | 5      |
| イギリス         | 18     |
| オーストリア     | 10     |
| フランス         | 7      |
| オランダ         | 24     |
| ベルギー         | 27     |
| スウェーデン     | 22     |
| ノルウェー       | 15     |
| オーストラリア   | 8      |
| ニュージーランド | 3      |
| カナダ           | 1      |

## その他のカバー・バージョン
- ベイビーフェイス - 1997年のアルバム『MTV アンプラグド NYC 1997』に収録。エリック・クラプトンがギターで参加している（ライブではクラプトン本人も歌っていたが、レコード会社の契約の都合上、クラプトン歌唱部分はベイビーフェイスのボーカルに差し替えられた。2000年のベストアルバム『A Collection Of His Greatest Hits』にはクラプトンの歌唱も入った本来のバージョンが収録されている）。日本のラジオ局J-WAVEのチャートでは、このバージョンは週間1位を記録している[8]。
- 佐藤竹善 - Charとの共演によるカバーバージョンが日産自動車のCMで使用された。2002年の佐藤のアルバム「CORNERSTONES2」に収録されている[9]。
- 原田知世 - 上記の佐藤竹善のカバー同様、日産自動車のCMで使用された。CD化はされていない[10]。
- 中村耕一 - 2003年発売のアルバム「Dearest」に収録。ミズノ・インテージのCM曲として使用された[11]。
- CHEMISTRY - 2005年のシングル「Wings of Words」のカップリングとして収録。サントリーウイスキー「角瓶」のCM曲として使用された[12]。
- 倉木麻衣 - 2011年に発売された「Your Best Friend」「Strong Heart」の2ヶ月連続リリース連動応募特典にて、抽選で500名が当選したCDに収録されている。
- 井上銘 - 2011年発売のアルバム「ファースト・トレイン」に収録されている[13]。ギターソロによるインストゥルメンタル曲。
- Aimer-2012年に発売されたアルバム「Bitter & Sweet」に収録されている[14]。
- JAY'ED - 2013年に発売されたカバーアルバム『JAY'EDISCO』に収録されている。
- 城南海 - 2021年に発売されたカバーアルバム『Reflections』に収録されている。